# P170 Szkadovszk
Az P170 Szkadovszk (ex. AK–327, ex. Hajdamaka) az Ukrán Haditengerészet 1400M tervszámú (Grif–M típusú) őrhajója. 1990-ben bocsátották vízre. Kezdetben a Szovjet Haditengerészet állományába tartozott AK–327 jelzéssel. 1992-től az Ukrán Haditengerészet állományába tartozik, ahol 1997-ig U120, majd 2018-ig U170 hadrendi jelzéssel, ezt követően P170 jelzéssel üzemel. Az Ukrán Haditengerészet a hajót speciális műveletekre használja. Honi kikötője Odessza.

## Története és jellemzői
1400M tervszámú őrhajó (ágyús naszád), melyet a leningrádi Almaz tervezőiroda fejlesztett ki. A hajót a feodoszijai More hajógyár építette 1990-ben. Gyári száma 888. Azon 9 db Grif–M típusú hajó közé tartozott, melyeket a Szovjet Haditengerészet állított szolgálatba. (A Grif–M típusú hajó többségét a KGB határőr csapatai üzemeltették őrhajóként.) A hajót a Fekete-tengeri Flotta Ocsakivben állomásozó 17. Különleges rendeltetésű dandárba (haditengerészeti felderítők, kódszáma: 34391) osztották be.
A Szovjetunió felbomlása után a hajó személyzete – a 17. Dandár állományával együtt – Ukrajnára esküdött fel, ettől kezdve a hajó az újonnan megalakult Ukrán Haditengerészet állományában üzemelt tovább U120 hadrendi jelzéssel és Hajdamaka néven. A hajó az Ukrán Haditengerészet odesszai központú Nyugati Haditengerészeti Bázisának Őr és biztosító hajóhadosztályához tartozik és a 73. Speciális Tengeri Műveletek Központ (búvárfelderítők) műveleteinek támogatására használják. 1997-ben Szkadovszk városa után nevezték el, majd később kapta a jelenleg is használt U170 hadrendi jelzést.
A hajó részt vett 1993-ban egy Izmajil közelében felfedezett úszó víziakna, valamint egy Herszon közelében 1996-ban talált légibomba megsemmisítésében. A Szkadovszk több nemzetközi hadgyakorlaton is részt vett, így pl. a Sea Breeze tengeri hadgyakorlatokon.